# Valliant
Valliant är en kommun (town) i McCurtain County i Oklahoma. Orten har fått sitt namn efter järnvägsfunktionären Frank W. Valliant. Vid 2020 års folkräkning hade Valliant 819 invånare.